# آرثر هورويتش
آرثر هورويتش (بالإنجليزية: Arthur L. Horwich)‏ (مواليد 1951) هو بيولوجي أمريكي وأستاذ في علم الوراثة وطب الأطفال في كلية بيل للطب. كما كان هورويتش محققًا في معهد هوارد هيوز الطبي منذ عام 1990.  كشفت أبحاثه في طي البروتين عن عمل مركبات التشبيرون، وهي مجمعات بروتينية تساعد على طي البروتينات الأخرى. نشر هوروش هذا العمل لأول مرة في عام 1989. 